# Der Tod eines Bürokraten
Der Tod eines Bürokraten ist ein kubanischer Film. Er wurde mit dem Sonderpreis der Jury auf dem XV. Internationalen Filmfestival 1966 in Karlovy Vary ausgezeichnet.

## Handlung
Der Bildhauer Paco fertigt mittels einer Maschine Skulpturen des Nationalhelden José Martí. Nachdem er bei der Arbeit tödlich verunglückt, wird er ehrenvoll beigesetzt, wobei man ihm sein Arbeitsbuch mit ins Grab gibt. Pacos Frau beantragt Witwenrente, ihr Antrag wird jedoch abgelehnt, weil das Arbeitsbuch nicht vorliegt, und das Grab darf erst 2 Jahre nach der Beerdigung geöffnet werden. Pacos Neffe gräbt den Toten heimlich aus. Das Rentenproblem ist damit gelöst, aber jetzt gibt es ein anderes: wie wird man die Leiche wieder los? Für eine erneute Beisetzung verlangt der zuständige Beamte einen Exhumierungsbescheid. Der Neffe erwürgt den Bürokraten und kommt in ein Irrenhaus.

## Kritik
„Alea präsentiert seine bizarre Geschichte mit erstaunlicher Vielschichtigkeit. Einsichten in gesellschaftliche Missstände vermittelt er spielerisch leicht und unterhaltsam. […] Er bedient sich der Methode der Satire, der Sichtbarmachung durch Überzeichnung der Konturen, wo das Lachen nicht Selbstzweck ist, sondern im Kausalzusammenhang mit Einsicht und Verständnis steht.“

Thomas Knauf in Film-Blätter. Berlin, Herbst 1977

„Alea begnügt sich nicht damit, einzelne Phänomene der Lächerlichkeit preiszugeben, sondern stellt das System der verwalteten Welt an den Pranger, überdreht es, bis es sich selbst aufzulösen scheint. Seine Komik ist anarchisch wie die seiner Vorbilder und aggressiv, wenn er am Schluss dem Bürokraten buchstäblich an den Kragen geht und ihn umbringt, den Bürokratismus.“

Peter B. Schumann in Handbuch des lateinamerikanischen Kinos. Frankfurt/Main, 1982